# Falegname

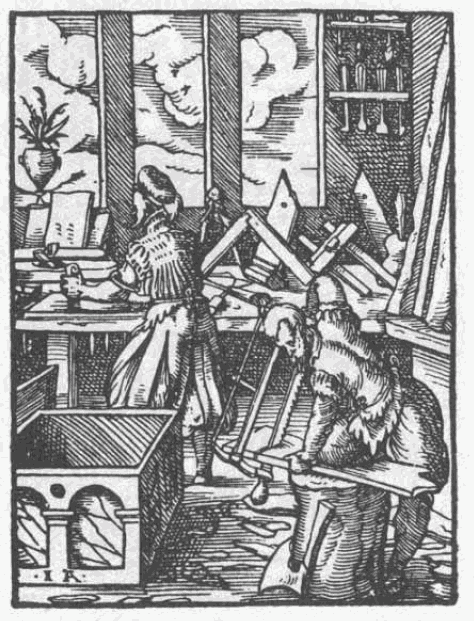
Un laboratorio di falegnameria in un'incisione del XVI secolo

Un falegname è un artigiano che lavora il legno per fabbricare o riparare mobili e infissi. L'attività di tale artigiano è detta falegnameria.
Bisogna distinguere tra le tecniche tradizionali, nelle quali si usano attrezzi manuali, e la falegnameria moderna, intesa come lavorazione del legno per la produzione industriale di manufatti, grazie alle macchine e a moderne attrezzature meccaniche. Oggi le tecniche della falegnameria tradizionale non vengono più utilizzate per la produzione di mobili e infissi di uso comune, essendo state largamente sostituite dalla produzione a macchina. Tuttavia le tecniche tradizionali vengono ancora usate, sopravvivendo in alcuni campi specialistici quali, ad esempio, l'ebanisteria, la produzione di strumenti musicali, il restauro.

## Descrizione

### Tecniche di lavorazione
La base della tecnica di lavorazione, si può ridurre all'assemblaggio di quattro pezzi di legno, alla realizzazione cioè di un telaio e al riempimento del suo interno con pannelli più o meno lavorati; questo è, pur con innumerevoli varianti, la base della costruzione di qualsiasi oggetto di falegnameria. Sono tutti telai pannellati infatti gli infissi esterni ed interni, come del resto lo sono i mobili almeno prima dell'avvento dei materiali semi-lavorati di cui si parlerà più avanti.

### Materiale utilizzato
Il legno massello, nelle innumerevoli essenze che la natura offre, per secoli è stato il materiale principe della falegnameria. Da alcuni decenni però, con l'avvento di nuove tecnologie, è stato possibile sostituire il legno massello con semi-lavorati più pratici e più a buon mercato. Vengono prodotti e quindi usati pannelli di agglomerati di legno, come il multistrato, il truciolato, il listellare, il legno lamellare, l'MDF, l’OSB e altri. L'uso del legno massello rimane comunque, per il falegname artigiano il prodotto più considerato. Nella produzione di infissi e comunque prodotti esterni parlando di falegnameria, si parla necessariamente di legno massello o legno lamellare, sia che il prodotto sia artigianale che industriale. La produzione di mobili e di arredamento in genere invece si è ormai orientata verso l'uso dei semi-lavorati già descritti sviluppando così un artigianato parallelo alla classica falegnameria. Col tempo sono nate vere e proprie industrie del mobile, orientate prevalentemente all'arredamento moderno. Questa tipologia di produzione, costituita anche da piccoli imprenditori con pochi dipendenti, non fa uso dei classici attrezzi da falegname bensì di macchine automatiche computerizzate, dal costo molto elevato ma che permettono di realizzare con precisione e velocità il numero di pezzi voluto e poter così assemblare in breve tempo il mobile progettato.

### Falegnami specializzati
Nei Paesi industrializzati si possono ancora trovare falegnami con una ben precisa nicchia di mercato nella costruzione del mobile su misura: arredamento domestico, arredamento di negozi e vetrine, arredamento teatrale o di scena; questi artigiani, detti anche "falegname su misura", usano sia utensili manuali sia piccoli utensili elettrici. È una fascia di mercato che si può definire lo "zoccolo duro" del mestiere di falegname moderno e che propone, a volte esclusivamente, di lavorare solo legno vero e massello, magari in versione più economica come l'impiallacciato o placcato (sempre legno di fibra e massello). Le colorazioni proposte da questi ultimi artigiani sono quasi sempre tinture realizzate a mano e in modo eccellente.

### Laboratorio di falegnameria

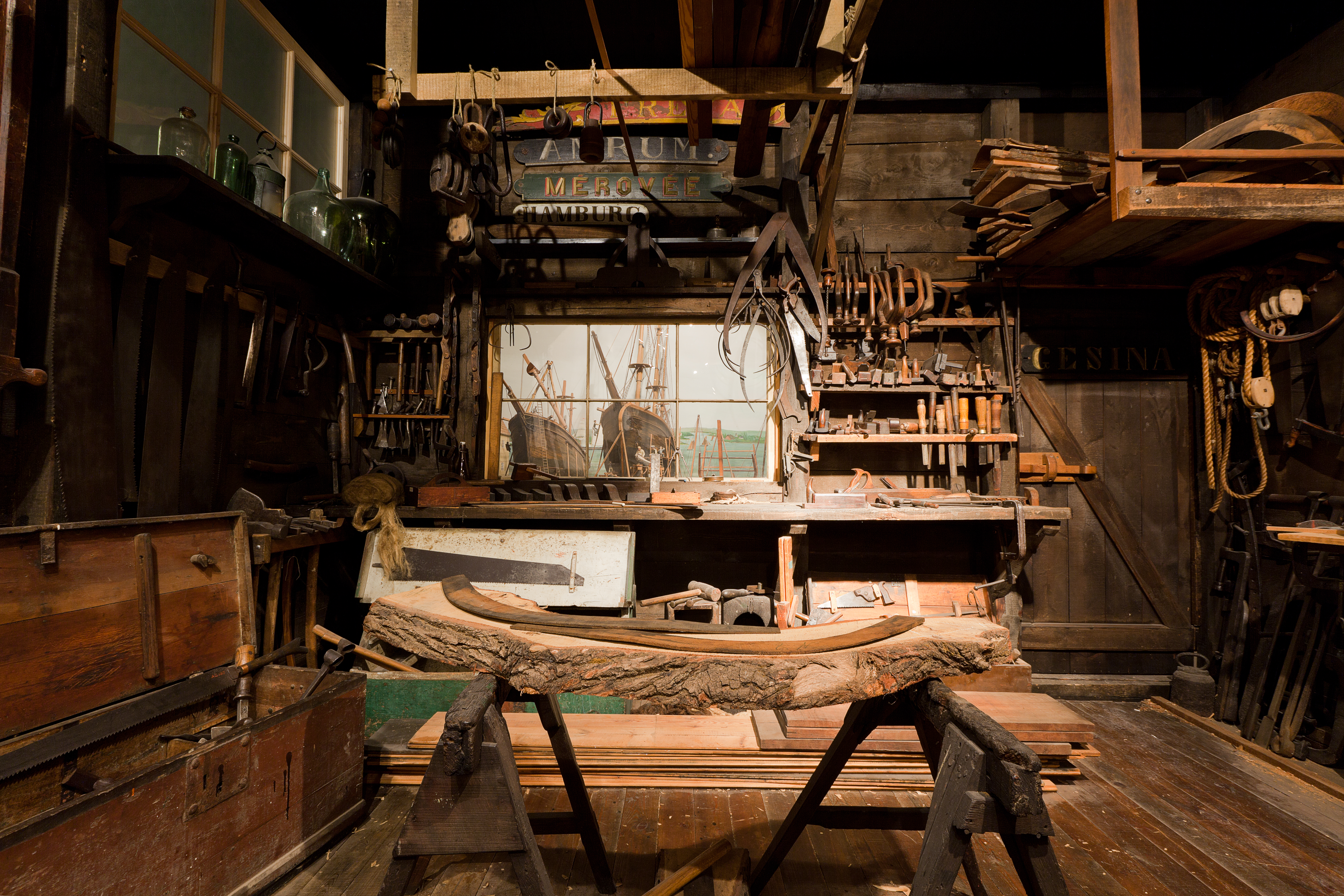
Un laboratorio di falegnameria navale

In un laboratorio di falegnameria è d'obbligo la presenza almeno di un banco da falegname in legno, munito delle apposite morse e diversi attrezzi manuali (martelli, seghe, tenaglie, pialletti, sponderuole, serie di scalpelli e di cacciaviti ecc...); questi oggetti però stanno perdendo la loro funzione primaria facendo posto a nuove attrezzature più consone al tipo di lavoro che oggi svolge un falegname. Nel laboratorio moderno di falegnameria, infatti, fanno da padrone le macchine utensili indispensabili in ogni lavorazione. Le macchine più usate sono: la troncatrice, la sega a nastro, la sega circolare, la pialla (a filo e a spessore), la toupie (fresatrice), nonché piccoli attrezzi per la levigatura, la rifinitura e l'assemblaggio (orbitali, trapani, avvitatori, morsetti di varia lunghezza, inchiodatrici ecc...); in piccoli laboratori o a livello hobbistico sega circolare, pialle e toupie possono essere sostituite con una particolare macchina utensile detta combinata universale perché da sola, permette di eseguire le tre lavorazioni: taglio, piallatura e fresatura. Per eseguire incastri a tenone e mortasa viene impiegata la toupie munita di un carrello o più semplicemente la sega circolare ma sono di grande aiuto comunque e sempre più diffuse: la bedanatrice e la cavatrice a catena mentre per la levigatura è sempre più presente la levigatrice a nastro.

## Il legname utilizzato
I legnami tradizionalmente più utilizzati in falegnameria sono ciliegio, faggio, castagno, noce, rovere, frassino, betulla, olmo ecc.. Oggigiorno sono sempre più diffusi legni di importazione come  baia, toulipie, teak, noce tanganika, padouk, mogano, iroko, meranti, wenge e molti altri.
Per la realizzazione di infissi esterni, la scelta del legno è spesso dettata da ragioni tecniche; ci si orienta infatti su essenze che abbiano caratteristiche adatte alla funzione che avrà il prodotto, scegliendo per cui legni adatti alle intemperie e resistenti alla luce e al calore del sole; le essenze più usate sono: Il rovere, il castagno, il cedro o legni esotici come il meranti e l'iroko oppure legni meno pregiati come il pino il larice o l'abete, quest'ultimo viene preferibilmente verniciato; in anni passati si usava il douglas ma attualmente è scaduto di moda.
Per la realizzazione di mobili e arredamenti in genere e tutto ciò che è interno, invece, la scelta del legno è quasi esclusivamente di natura estetica. Il castagno o il rovere vengono usati ad esempio per ottenere un arredamento rustico, come pure il pino e l'abete; legni più pregiati e dall'aspetto più elegante sono invece il noce, il ciliegio o il pero (dal tipico colore rosato); simile al castagno nelle venature ma molto più chiaro come colore è il frassino e poi abbiamo il faggio, l'acero e tutti i legni esotici già menzionati.
Per fabbricare scale, di solito ci si orienta su legni particolarmente duri, (rovere, iroko ma anche castagno, frassino, mogano ecc.) soprattutto per il gradino, questo per impedire che si possa usurare velocemente. Per i prodotti laccati la scelta invece cade su essenze povere di venatura e con una fibra stabile e compatta. Molto usati, data l'abbondanza e conseguentemente il basso prezzo, sono le essenze di abete e pioppo, usate nelle parti nascoste dei mobili o nel riempimento di parti tamburate nonché in carpenteria. Nel campo della "ebanisteria" le essenze si moltiplicano, tutto ciò che è legno è lavorabile: ebano, legno serpente, radiche di ogni tipo, roso, mimoso, pesco, olivo, alloro, bosso.

## Attrezzi utilizzati

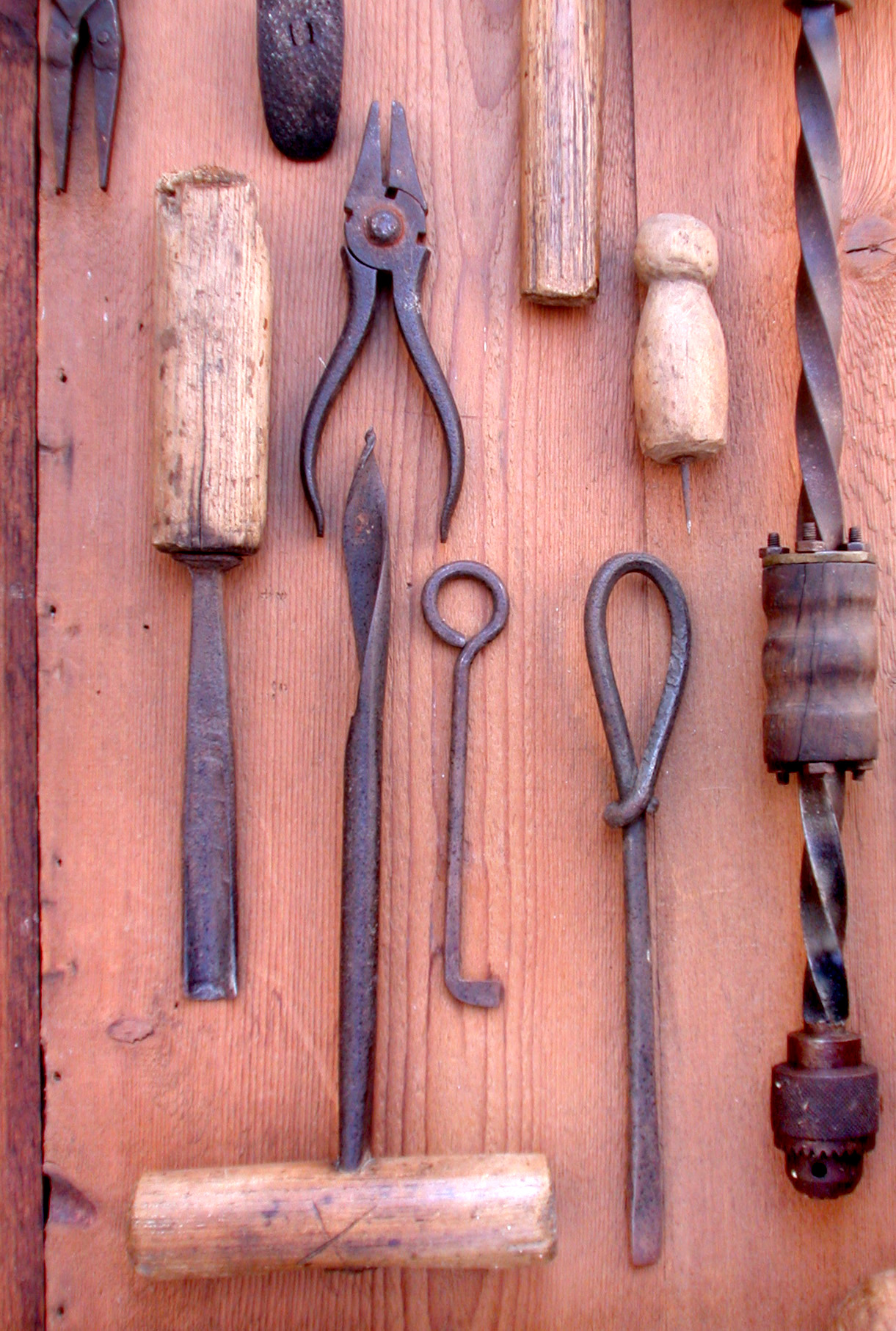
Attrezzi da falegnameria manuali in uso nel 1910

### Manuali
- falsa squadra
- squadra
- compasso
- martello
- mazzuolo
- martellina
- morsa
- morsetto
- pialla
- raspa
- scalpello
- sgorbia
- sega
- saracco (strumento)
- tenaglia
- truschino
- graffietto
- punteruolo
- cacciatoia
- cacciavite o giravite di ogni tipo
- rasiera
- spatola
- pecina
- sponderuola
- succhiello

### Meccanici
- avvitatore
- bedanatrice
- bordatrice
- squadratrice
- levigatrice a contatto
- toupie
- combinata universale
- pialla
- trapano
- pressa
- orbitale
- rotorbitale
- sega circolare
- sega a nastro
- smerigliatrice
- compressore

### Accessori
- carta abrasiva
- carta vetrata
- punta da trapano

### Elementi di collegamento
- chiodi
- colla
- cavicchi
- viti
- incastro
- siliconi

## Fasi di lavorazione
- rilevamento topografico del luogo in cui si devono svolgere i lavori;
- progettazione dell'arredamento su carta millimetrata;
- scelta dei materiali da impiegare nella costruzione del mobile o della struttura richiesta;
- acquisto dei materiali al miglior prezzo di mercato;
- lavorazione dei materiali acquistati;
- consegna del materiale ordinato;
- pagamento.

Alcune sono descritte in dettaglio:

### Rilevamento topografico
È definito rilevamento topografico, l'accertamento della struttura della casa su cui si dovrà intervenire.

È facile durante questa fase, imbattersi in vecchie case che o per deficienze tecniche delle maestranze nella posa del pavimento o per terreni che hanno subito assestamenti o per usura del tempo, non presentano pareti lineari e a piombo, pavimenti a livello, o angoli di chiusura fra le pareti ed il pavimento che non corrispondono ai canonici 90°.

La bravura del falegname consiste nel sopperire a queste carenze strutturali con un'ottima tecnica lavorativa, facendo sembrare il mobile alla parete in linea retta.

### Progettazione
Dopo il sopralluogo, avviene la parte più importante e più tecnica dei lavori di falegnameria: la progettazione.

Consiste nel riportare sul progetto lo sviluppo dei pezzi che costituiranno i mobili, tenendo conto delle misure rilevate, la difficoltà ambientale e la compatibilità dei materiali di utilizzo.
Il progetto, serve a non lasciare nulla al caso e mettere in condizione gli esecutori materiali di lavorare con la massima sicurezza al fine di poter ottimizzare i materiali ed ottenere un prodotto finito privo di rattoppi e malfunzionamenti.
La progettazione è particolarmente importante a livello industriale, dove sarà utilizzata su larga scala e potrebbe provocare sprechi di materiale, nel caso di sensi di venatura sbagliati, "malchiusura" di ante e cassetti e qualunque altro errore derivante da errori progettuali.

### Acquisto materiali
L'acquisto dei materiali, deve essere semplice e veloce in modo da non causare rallentamenti produttivi. Questo è possibile attraverso una ricca rete di fornitori. Inoltre l'acquisto deve essere sempre mirato a ciò che si vuole utilizzare realmente evitando sprechi di tempo.
L'acquisto dei materiali deve essere mirato e proporzionale al tipo di manufatto che si andrà a produrre. Questo per non esorbitare nell'eccesso di materiali acquistati e né ridurre l'acquisto al minimo indispensabile.Se da un lato l'eccesso provoca giacenze di magazzino (con aumento dei costi, ingombro nel locale dove si lavora e deterioramento del materiale), il ridursi al minimo provoca l'interruzione da parte della manodopera nel proseguimento del lavoro.
L'acquisto deve essere sempre commisurato all'effettivo prezzo offerto dal cliente, a seconda del materiale, del tipo di lavorazione e del tempo impiegato, evitando sperequazioni eccessive tra il reale valore del pezzo ed il prezzo di vendita al pubblico.